# شتروپن
شتروپن (به آلمانی: Struppen) یک شهر در آلمان است که در زکزیشه شوایتس-اوسترتسگبیرگه واقع شده‌است. شتروپن ۲٬۶۸۹ نفر جمعیت دارد.